# Zachodzko (przystanek kolejowy)
Zachodzko – zamknięty przystanek osobowy w Zachodzku na trasie linii kolejowej nr 373 Międzychód – Zbąszyń, w województwie wielkopolskim w Polsce. Przystanek został zlikwidowany przed 28 listopada 2005 roku.